# پاتریسیو آرابلاسا
پاتریسیو آرابلاسا (اسپانیایی: Patricio Arabolaza‎; ۱۷ مارس ۱۸۹۳ – ۱۲ مارس ۱۹۳۵) بازیکن فوتبال اهل اسپانیا بود.